# メルセデス・MGP W02
メルセデス MGP W02 (Mercedes MGP W02) は、メルセデスGPが2011年のF1世界選手権参戦用に開発したフォーミュラ1カー。2011年の開幕戦から最終戦まで実戦投入された。

## 概要
2011年2月1日にバレンシア・サーキットで発表とシェイクダウンが行われたが、1月30日にMGP W02の画像が流出する騒動が発生した。
シャシーはショートホイールベース化をコンセプトに設計された。スペインGPから、ラジエータを前後長の短い2層型に変更した。
ハイノーズは先端の位置が高く、極薄かつ偏平な形状に変更されている。前年のMGP W01では左右2分割式のインダクションポッドを採用していたが、レギュレーション変更により支柱型のロールバーが使用できなくなったため、通常のタイプに戻されている。逆に、ロータス・T128やフォース・インディア VJM04は、規則の抜け穴を見つけてメルセデス方式を模倣している。

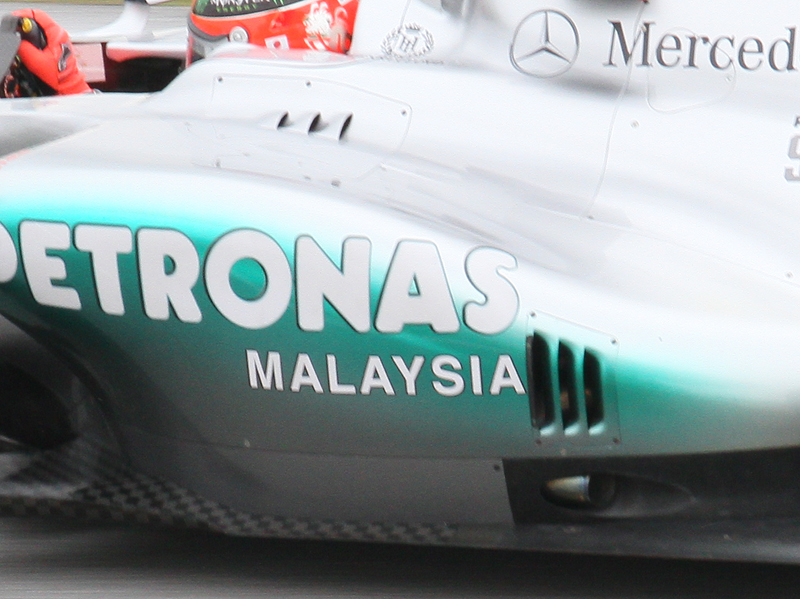
第2戦マレーシアGPにおける排気口の位置

技術トレンドに従い、リアサスペンションはプルロッド式に変更された。序盤戦はサイドポッドの中央付近に排気口を設けていたが、これもレッドブル方式に倣い、イギリスGPからリアタイヤの内側に排気を吹きつけるブロウンディフューザーに変更した。
KERSは2009年にマクラーレン・MP4-24に搭載されたメルセデス・ベンツ・ハイパフォーマンス・エンジンズ製ユニットの発展形で、メルセデスユーザーのマクラーレンやフォース・インディアにも支給される。
ウィンターテストではオーバーヒート症状が問題になり、サイドポッドの数箇所にルーバーが刻まれた。シーズン中にはインダクションポッドの両側にインテークが追加された。

## 2011年シーズン
コンストラクターズ順位では4位となったが、レッドブル、マクラーレン、フェラーリら3強チームとの差は大きかった。ワークス復活2年目も優勝を果たせず、表彰台獲得もなかった。
MGP W02は直線では抜きん出たトップスピードを発揮し、イタリアGPの舞台となるモンツァでは、同スペックのエンジンを搭載するマクラーレンがDRSを使っても抜きあぐねるほどだった。しかし、リアタイヤの磨耗が厳しく、スティント後半にペースが落ちる問題は解消されなかった。ニコ・ロズベルグは中国GPとベルギーGPで首位を好走したが、レース終盤に燃費が悪化して順位を落とした。
シーズン終盤は、来季に向けてフロントウィング用のFダクト（Wダクト）をテストしていると報じられた。これは2010年限りで禁止された切替え式と異なり、車速によって作動するパッシブタイプとみられる。また、若手ドライバーテストでは、ブロウンディフューザー禁止に備えたエキゾーストもテストした。

## スペック

### シャーシ
- シャーシ名 MGP W02[11]
- シャーシ構造 カーボンファイバー/ハニカムコンポジット複合構造による成型
- 全長 4,800 mm
- 全幅 1,800 mm
- 全高 950 mm
- クラッチ カーボンプレート
- ブレーキキャリパー ブレンボ
- ブレーキディスク・パッド カーボンファイバーディスクブレーキ
- サスペンション 前後プッシュロッドトーションバー・ダンパー/ダブルウィッシュボーン
- ダンパー ペンスキー
- ホイール BBS鍛造マグネシウム
- タイヤ ピレリ
- ギアボックス 電子油圧制御制御7速＋リバース1速クイックシフトセミオートマチック/アルミニウムケーシング
- エレクトロニクス MES-マイクロソフト スタンダードECU
- ステアリング ラック・アンド・ピニオン（パワーアシスト付）カーボンファイバーステアリング・ホイール
- 重量 冷却水、潤滑油、ドライバーを含めて620kg

### エンジン
- エンジン名 メルセデス・ベンツ FO108Y
- 気筒数・角度 V型8気筒・90度
- 排気量 2,400 cc
- 最高回転数 18,000 rpm (レギュレーションで規定)
- バルブ数 32
- ピストンボア 98 mm (レギュレーションで規定)
- 重量 95 kg

## 記録
| 年   | No. | ドライバー   | 1   | 2   | 3   | 4   | 5   | 6   | 7   | 8   | 9   | 10  | 11  | 12  | 13  | 14  | 15  | 16  | 17  | 18  | 19  | ポイント | ランキング |
| 年   | No. | ドライバー   | AUS | MAL | CHN | TUR | ESP | MON | CAN | EUR | GBR | GER | HUN | BEL | ITA | SIN | JPN | KOR | IND | ABU | BRA | ポイント | ランキング |
| ---- | --- | ------------ | --- | --- | --- | --- | --- | --- | --- | --- | --- | --- | --- | --- | --- | --- | --- | --- | --- | --- | --- | -------- | ---------- |
| 2011 | 7   | シューマッハ | Ret | 9   | 8   | 12  | 6   | Ret | 4   | 17  | 9   | 8   | Ret | 5   | 5   | Ret | 6   | Ret | 5   | 7   | 15  | 165      | 4位        |
| 2011 | 8   | ロズベルグ   | Ret | 12  | 5   | 5   | 7   | 11  | 11  | 7   | 6   | 7   | 9   | 6   | Ret | 7   | 10  | 8   | 6   | 6   | 7   | 165      | 4位        |

- 太字はポールポジション、斜字はファステストラップ。(key)